# 河北足球俱乐部
河北足球俱乐部，简称河北队，原名河北华夏幸福足球俱乐部，是一家位于廊坊的足球俱乐部，曾于2011年至2023年参加职业联赛，2023年4月因债务问题被取消职业联赛注册资格，目前仅保留的青训梯队改名廊坊榮耀之城参加中乙比赛。

## 历史
河北队最初名为河北中基，成立于2010年5月28日，由河北中基房地产开发有限公司投资创办。俱乐部以河北省足校1993/1994年龄组球员为主，这批球员曾代表河北省参加了2009年全运会男子足球乙组预赛，再加上从武汉引进的10名年轻球员组成了一线队，张艳东任主教练。因为球员的平均年龄不满18岁，河北中基未能取得2010年乙级联赛的参赛资格。2010年河北中基只能参加全国青年联赛，同时河北中基制定了明确目标，在2011-2013年这三个赛季，河北中基以磨合阵容为主、以乙级联赛为全运会练兵，2013年全运会结束后，河北中基计划冲击甲级联赛。
2011年，河北中基正式参加乙级联赛在球队的30名报名球员中，16人为河北本土球员，9人来自武汉，3人来自北京，另外两人分别来自江苏和浙江。10月17日，河北中基足球俱乐部宣布正式开始职业俱乐部商业运作，与河北省体育局合作关系至此终止。俱乐部所有队员一分为二，大部分由俱乐部引进的球员归俱乐部，另一部分归属河北省足球运动管理中心，备战全运会，主教练仍为张艳东。2012赛季，球队是中乙联赛的升级热门，在北区以18胜5平1负的成绩获得第一名，但在总决赛四分之一决赛中，河北中基以客场进球少的劣势被湖北华凯尔淘汰，无缘升级。
2013年8月，河北中基聘请郭瑞龙为球队主帅。10月27日以总比分2比1战胜山东腾鼎队冲甲成功，取得了2014赛季中国足球甲级联赛资格，赛后山东腾鼎主场爆发了山东球迷集体追打河北球员球迷的恶性行为。2014年，乌拉圭教练内尔松担任球队主帅，最终以6胜11平13负的成绩位列联赛第14名，成功保级。
2015年1月27日，河北中基被华夏幸福基业股份有限公司收购，并改名为河北华夏幸福足球俱乐部。球队同时和塞尔维亚名帅拉多米尔·安蒂奇签约三年。11月1日，河北华夏幸福主场2-0战胜深圳宇恒，获得当赛季中甲亚军，并升入2016年中国足球超级联赛。
华夏幸福试图让俱乐部复刻广州恒大巨额投入的路径，旨在三年夺取中超冠军，五年夺取亚冠冠军。2016年冬季转会窗，河北华夏幸福引入了埃兹奎尔·拉维齐、热尔维尼奥、蓋爾·卡古達等来自欧洲联赛的知名球员，于夏季转会窗邀请曼努埃尔·佩莱格里尼任主教练，并在2017年冬季转会窗投入了1.05亿美元，位居中超第一，其中张呈栋以2044万欧元转会费加盟球队，成为该窗口转会费最高的本土球员，赵明剑、任航、赵宇豪、尹鸿博等球员转会费亦超1000万欧元。但这两个赛季俱乐部都未能得到亚冠资格。
2018年俱乐部由秦皇岛搬迁至廊坊，主场选定廊坊市体育场。俱乐部在冬季转会窗引入了哈维尔·马斯切拉诺，但球队表现仍不尽如人意，上半程仅列联赛第11位，赛季中，佩莱格里尼下课，克里斯·科尔曼接过教鞭，但依然未能让球队进入亚冠区。
2019年开始，母公司华夏幸福营收状况不佳，在足球上逐步减少投入。联赛开始后，球队遭遇7轮不胜，9轮过后只得5分，克里斯·科尔曼下课，谢峰成为救火主教练，帮助球队完成保级。2017年至2019年，河北华夏幸福共支出87.56亿元人民币。
2021年2月，俱乐部更名为河北足球俱乐部。随着母公司债务问题愈发严重，河北队缺乏运营资金，亦陷入欠薪风波中。俱乐部自身股权改革同样不顺利，10月26日，俱乐部发布公告称已无力正常运营，甚至无法缴纳训练基地的水电费，不得不宣布停工放假。2021年联赛结束后，除萨米尔·梅米舍维奇外，所有外援及多数主力球员均离开了俱乐部，梅米舍维奇本人则被租借到北京国安。2022年，河北队依然难以解决欠薪问题，被迫排出青年队阵容参加中超联赛，赛季中遭遇24连败。同时因欠薪被中国足协共扣9分，一度面临退赛风险，河北队球员在11月3日客战成都蓉城时抗议俱乐部欠薪，并于11月6日声明称大部分球员完全未得到2022年全年工资，但仍愿意为河北队效力至赛季末，最终以-3分战绩降级。2023年2月15日，俱乐部董事长孟惊因涉嫌违法犯罪被采取留置措施。面对运营困难，河北队计划在2023年放弃参加职业联赛，重组俱乐部参加中冠联赛。3月29日，中国足协和中足联宣布河北队没有通过新赛季中甲联赛的准入，4月6日被取消职业联赛注册资格。不过，俱乐部仍然保留了青训梯队参加青少年赛事。
河北足球俱乐部一线队解散后，其U19梯队改组为廊坊荣耀之城足球俱乐部，由河北队末任主教练刘俊威继续担任主教练，前河北俱乐部领队郎征担任副总经理。新成立的廊坊荣耀之城主场延用廊坊市体育场，训练基地沿用河北队牛驼训练基地。2023年，廊坊荣耀之城足球俱乐部以全年不败成绩，先后获得2023年河北足球联赛冠军、2023年中冠联赛全国总冠军，升入2024年中乙联赛，时隔一年重回中国足球职业联赛行列。

## 涉及足球腐敗
2022年中國足壇腐敗案調查結果，指出2015~2016年李铁担任河北华夏幸福教练，打出八连胜并晋级中超，实际上是金钱操作。
當時賽季只剩9場比賽，華夏幸福俱樂部僅排在第6位，衝擊中超前景並不樂觀。李鐵一上任，俱樂部就直白地提出，希望他動用人脈收買對手。最後一場比賽對手深圳宇恒，官方層面收受了華夏幸福俱樂部鉅款，同意「放水」。同時為了多重保險，李鐵的教練團隊則負責從個人層面，直接收買對方球員。李鐵授意助教鄭斌，聯繫上了鄭斌在深圳隊的朋友─主力後衛黎斐，後者開價600萬元，表示會幫他們打點多名關鍵球員，華夏幸福俱樂部一口答應，但最後這600萬黎斐自己獨吞，並沒有給其他球員。

## 成绩荣誉
| 赛季 | 联赛 | 联赛 | 联赛 | 联赛 | 联赛 | 联赛 | 联赛 | 联赛   | 联赛   | 联赛 | 足协杯 | 场均观众 | 主场                   |
| 赛季 | 等级 | 赛   | 胜   | 平   | 负   | 进球 | 失球 | 净胜球 | 积分   | 位次 | 足协杯 | 场均观众 | 主场                   |
| ---- | ---- | ---- | ---- | ---- | ---- | ---- | ---- | ------ | ------ | ---- | ------ | -------- | ---------------------- |
| 2011 | 3    | 14   | 4    | 4    | 6    | 14   | 16   | −2     | 16     | 5    | 未举办 |          | 裕彤国际体育中心       |
| 2012 | 3    | 26   | 18   | 7    | 1    | 50   | 11   | 39     | 59     | 6    | 第二轮 | 4,783    | 裕彤国际体育中心       |
| 2013 | 3    | 19   | 11   | 4    | 4    | 40   | 13   | 27     | 27     | 亚军 | 第二轮 |          | 裕彤国际体育中心       |
| 2014 | 2    | 30   | 6    | 11   | 13   | 31   | 54   | −23    | 29     | 14   | 第二轮 | 6,239    | 裕彤国际体育中心       |
| 2015 | 2    | 30   | 18   | 6    | 6    | 53   | 30   | 23     | 60     | 亚军 | 第四轮 | 7,796    | 秦皇岛奥林匹克体育中心 |
| 2016 | 1    | 30   | 11   | 7    | 12   | 34   | 38   | −4     | 40     | 7    | 八强   | 18,469   | 秦皇岛奥林匹克体育中心 |
| 2017 | 1    | 30   | 15   | 7    | 8    | 55   | 38   | 17     | 52     | 4    | 第四轮 | 18,054   | 秦皇岛奥林匹克体育中心 |
| 2018 | 1    | 30   | 10   | 9    | 11   | 46   | 50   | −4     | 39     | 6    | 十六强 | 16,029   | 廊坊体育场             |
| 2019 | 1    | 30   | 9    | 6    | 15   | 37   | 55   | -18    | 33     | 11   | 第四轮 | 17,799   | 廊坊体育场             |
| 2020 | 1    | 20   | 7    | 4    | 9    | 32   | 44   | -12    | 不适用 | 8    | 第一轮 | 32       |                        |
| 2021 | 1    | 22   | 6    | 7    | 9    | 15   | 28   | -13    | 25     | 8    | 第四轮 | 155      |                        |
| 2022 | 1    | 34   | 2    | 0    | 32   | 18   | 115  | -97    | -3     | 18   | 第二轮 | 0        |                        |

1. ↑  因未能落实解决欠薪问题，河北队被中国足协扣除9分联赛积分。

## 标志

### 队徽
建队时，河北中基发布的队徽与大连阿尔滨的队徽相似，两队使用了相同的素材，都有鹰、盾牌等图案。次年参加乙级联赛，球队发布新队徽，新队徽突出了地域特色，使用了三国名将常山赵子龙横枪立马的图案。2013年，球队将队徽进行了美化，保留常山赵子龙的图案元素。2015年，河北华夏幸福发布新的队徽，与中国国家足球队的队徽相似。2016年，河北华夏幸福对队徽的主体-腾龙的造型进行了调整，将队徽中的CFFC字体转角由圆角改为了直角，同时融入了“河北”的英文识别“HEBEI”，队徽的外部轮廓调整为金色。
2021年2月，河北队发布更名后的新队徽。新队徽将延用此前象征竞技之师的盾牌形状与中华图腾“龙”的形象，上方“HEBFC”为俱乐部英文名缩写。下方“SINCE 2009（起源2009年）”表明俱乐部对自身历史的尊重与敬畏。

河北中基队徽（2010）
河北中基队徽（2013-2014）
河北华夏幸福队徽（2015）
河北华夏幸福队徽（2016-2021）
河北队队徽（2021-）

### 吉祥物
河北队的吉祥物是名为“winwin”的龙，与队徽上的龙形象呼应，寓意“幸福赢下去”。